# Die eiserne Maske (1929)
Die eiserne Maske ist ein US-amerikanischer Kostüm- und Abenteuerfilm aus dem Jahre 1929 mit Douglas Fairbanks in der Hauptrolle. Regie führte Allan Dwan. Der Film basiert auf dem Roman Le Vicomte de Bragelonne von Alexandre Dumas.

## Handlung
Kardinal Richelieu beauftragt den in die Jahre gekommenen D’Artagnan mit der Bewachung des jungen Dauphin, während die anderen drei Musketiere auf ihre Güter heimkehren. Nach dem Tode seines Vaters, König Ludwig XIII., besteigt der royale Junge als Ludwig XIV. den französischen Thron. Richelieu nimmt D’Artagnan auf dem Sterbebett das Versprechen ab, stets den jungen Monarchen zu beschützen. Der vierte Musketier weiß aber nicht, dass der Kardinal ihm ein wichtiges Detail verheimlicht hat: Ludwig XIV. hat einen Zwillingsbruder namens Philippe. Dieser wurde in der Zwischenzeit vom schurkischen de Rochefort entführt und im fernen Spanien in seinem Sinne erzogen, um ihn eines Tages an Ludwig statt auf den Thron zu setzen.
Eines Tages sieht de Rochefort den Zeitpunkt für den Austausch gekommen. Er schmuggelt den Bruder in den Königspalast, verschleppt den Monarchen und setzt diesen in einer abgelegenen Festung fest. Trotz der Ähnlichkeit beider Zwillinge durchschauen sowohl D’Artagnan als auch die Mutter beider Söhne de Rocheforts Schurkenstück. Um den wahren König wieder in sein rechtmäßiges Amt zurückzuführen, trommelt D’Artagnan seine drei Musketier-Freunde zusammen, und alle vier machen sich auf den Weg, Ludwig aus den Klauen de Rocheforts zu befreien. Bei der Erstürmung der Festung stirbt dieser, aber auch drei der Musketiere fallen. Philippe muss für seinen Verrat an seinem Bruder und Frankreich eine lebenslange Kerkerstrafe antreten, kann aber noch kurz zuvor D’Artagnan einen tödlichen Stich versetzen.

## Produktionsnotizen
Die Dreharbeiten des Films fanden in der zweiten Jahreshälfte 1928 statt. Die Uraufführung war am 21. Februar 1929. In Deutschland lief er nur wenige Wochen später, im März 1929, an. 1930 kam in Deutschland auch eine mit Sprechszenen, Musik und Geräuschen versehene Fassung als sog. Nadeltonfilm zum Einsatz. Die Außendrehorte waren allesamt in Kalifornien: Big Sur, Monterey-Halbinsel und Point Lobos.
Der Film war eine Fortsetzung von Fairbanks’ Die drei Musketiere aus dem Jahre 1921. Einige der damals mitwirkenden Schauspieler (Marguerite De La Motte, Lon Poff, Léon Bary und Nigel De Brulier) wiederholten in Die eiserne Maske ihre damals gespielten Rollen. Fairbanks starb hier das erste und einzige Mal in seiner Karriere am Ende den Filmtod.
Die Filmbauten entwarf William Cameron Menzies, weitere fünf überwiegend ungenannt gebliebene Szenenbildner bzw. Ausstatter waren ebenfalls an dem Werk beteiligt.

## Kritiken
In der Österreichischen Film-Zeitung wurde der Streifen im März 1930 als erster Tonfilm von Douglas Fairbanks vorgestellt:

„Dem Werk ging der Ruf voran, der beste, interessanteste und wirksamste Fairbanks-Film zu sein, der bis jetzt zu sehen war; dies kann nur vollinhaltlich bestätigt werden. Sowohl als Film an sich, der durch die Abenteuerlichkeit, den Geist und Humor seines Stoffes, die unerhört prunkvolle Ausstattung, kurz durch sein außergewöhnliches Format wirkt, als auch hinsichtlich des Spieles von Douglas Fairbanks, der hier Gelegenheit hat, nicht nur als bravouröser Sensationsdarsteller, sondern vor allem auch als wirklich glänzender Schauspieler, als grandioser Künstler hervorzutun, stellt Die eiserne Maske eine einzigartige Leistung dar.“

Der Movie & Video Guide schrieb:

“Lavish silent swashbuckler originally had talkie sequences. Final scenes are especially poignant as this was Doug’s farewell to the swashbuckling genre.”

„Aufwendiger Mantel-und-Degen-Stummfilm, der im Original Sprechabschnitte besaß. Die Schlussszenen sind besonders ergreifend da dies Dougs Abschied von diesem Filmgenre darstellte.“

Halliwell’s Film Guide charakterisierte den Film wie folgt:

„Spirited star rendition of Dumas, the last big silent costume drama of the twenties.“

Das Lexikon des internationalen Films schrieb:

„Effektvolle Adaption zweier Abenteuerromane von Alexandre Dumas, deren anfangs heiterer Grundton zunehmend von Melancholie geprägt wird. Stummfilm in einer mit Reden, Toneffekten und Musik unterlegten Fassung, die ebenfalls in die Kinos kam und seinerzeit eine der Schnittstellen des Übergangs von Stumm- zum Tonfilm markierte.“